# برند بيشر
برند بيشر (بالألمانية: Bernd Becher)‏ هو مصصم جرافك ورسام ومصور ألماني، ولد في 20 أغسطس 1931 في زيغن في ألمانيا، وتوفي في 22 يونيو 2007 في روستوك في ألمانيا.

## وصلات خارجية
- برند بيشر على موقع مونزينجر (الألمانية)
- برند بيشر على موقع ديسكوغز (الإنجليزية)